# Rita Deli
Rita Deli (Tatabánya, 21 agosto 1972) è una pallamanista ungherese.
Ha vinto una medaglia d'argento alle Olimpiadi estive del 2000 e una medaglia di bronzo ai campionati europei del 1998.

## Carriera

### Club
Rita Deli iniziò a giocare a pallamano nella sua città natale e, all'età di quattordici anni, militò nella prima serie con il Tatabányai SC. Si trasferì successivamente alla Budapesti Spartacus.
Dal 1990 studiò presso il Collegio Reale Ungherese di Educazione Fisica, dove conseguì la laurea in scienze motorie. Dal 1994 giocò per la squadra del Dunaferr NK, vincendo la Coppa delle Coppe nel 1995. Tra il 1997 e il 1998 giocò brevemente nel Vasas, per poi firmare un ingaggio con il Ferencvaros, con il quale ha vinto il campionato nel 2000. Tra il 2000 e il 2002 giocò per l'Hypobank Niedrösterreich in Austria, mentre dal 2002 fu impegnata con l'Alcoa FKC a Fehérvár.
Per due anni di fila, nel 1999 e nel 2000, si aggiudicò il titolo di capocannoniera del campionato nazionale.
A causa di ricorrenti infortuni al tendine d'Achille, Rita Deli si ritirò dallo sport giocato nel 2004.
Fino al 2016 fu allenatrice delle giovanili del Fehérvár KC, successivamente le venne affidata la squadra senior. Nel settembre del 2020 rassegnò le proprie dimissioni da allenatrice, sostenendo che la squadra avesse bisogno di "nuovi impulsi".

### Internazionale
Rita Deli debuttò in nazionale ungherese nel 1989 e vi rimase fino al 2001, collezionando 118 presenze.
Ai campionati europei del 1998 vinse una medaglia di bronzo. Due anni più tardi, fu componente della squadra che conquistò l'argento alle Olimpiadi estive del 2000.

## Vita privata
Figlia del calciatore András Deli, dopo la fine della sua carriera sportiva, Rita Deli sposò Imre Balássi, il presidente della Alba Fehérvár KC. La coppia ebbe due figlie, Lily e Szofi.
Fu spesso chiamata a presenziare come esperta di pallamano nelle trasmissioni di Sport1 e tenne alcune lezioni presso l'Università Corvinus di Budapest.

## Palmarès

### Club
- Nemzeti Bajnokság I:
  - Vincitrice: 2000
- Campionato austriaco:
  - Vincitrice: 2001, 2002
- Coppa ÖHB:
  - Vincitrice: 2001, 2002
- Coppa delle Coppe EHF:
  - Vincitrice: 1995

### Internazionale
- Giochi Olimpici:
  -  Argento: 2000
- Campionato Europeo:
  -  Bronzo: 1998

## Premi e riconoscimenti
- Nemzeti Bajnokság I Capocannoniere: 1999, 2000[4]